# Бергуљијара (Маса-Карара)
Бергуљијара је насеље у Италији у округу Маса-Карара, региону Тоскана.
Према процени из 2011. у насељу је живело 41 становника. Насеље се налази на надморској висини од 829 м.